# Établissement de gestion de services aéroportuaires
Les établissements de gestion de services aéroportuaires (EGSA) sont en Algérie des établissements publics à caractère industriel et commercial (EPIC) responsables de la gestion, de l'exploitation et du développement des aéroports algériens.

## Historique

### Origine
Les établissements de gestion de services aéroportuaires :
- EGSA/Alger ;
- EGSA/Oran ;
- EGSA/Constantine,

sont issus d'une restructuration intervenue en 1983 au sein de l'ENEMA (Etablissement National pour l'Exploitation Météorologique et Aéronautique) devenu ENESA, puis ENNA en 1991, qui vit alors sa mission, à l'origine la gestion de l'ensemble des activités aéroportuaires et météorologiques, s'articuler exclusivement autour de la sécurité et à la navigation aérienne, se séparant d'abord des activités extra-aéronautiques de prestation de services et de gestion commerciale ou d'exploitation des infrastructures aéroportuaires et des aérogares, ensuite de l'activité météorologique.
Cette restructuration donna naissance à la création de la direction centrale des aérogares (DCA), tûtelée par la compagnie Air-Algérie, vers laquelle furent transférés à titre transitoire, et à l'exclusion des services météorologiques, les personnels et l'ensemble des activités ainsi détachés de l'ENEMA, en attendant la mise en œuvre des structures appropriées.

### Création
Après dissolution de la DCA, Les EGSA voient officiellement le jour le 11 août 1987 par décrets exécutifs, respectivement : 
- N° 87-173 du 11-08-1987    - EGSA/Alger ;
- N° 87-174 du 11-08-1987    - EGSA/Oran ;
- N° 87-175 du 11-08-1987    - EGSA/Constantine,

Ces Établissements sont placés sous la tutelle directe du ministère des transports auquel ils rendent compte. Ils sont dotés chacun de l'autonomie juridique et financière et sont dirigés par des directeurs généraux désignés par ce même ministère. Ils continuent depuis lors d'évoluer dans l'espace économique et public algérien.

## Organisation
Les établissements de gestion de services aéroportuaires algériens sont au nombre de trois :
- L'Établissement de gestion de services aéroportuaires d'Alger (EGSA Alger), chargé de la gestion des aéroports du centre-nord et du sud de l'Algérie ;
- L'Établissement de gestion de services aéroportuaires d'Oran (EGSA Oran), chargé de la gestion des aéroports du nord-ouest et du sud-ouest de l'Algérie.
- L'Établissement de gestion de services aéroportuaires de Constantine (EGSA Constantine), chargé de la gestion des aéroports du nord-est de l'Algérie ;

### EGSA d'Alger
L'Établissement de gestion de services aéroportuaires d'Alger gère dix-huit aéroports, dont :
- huit aéroports internationaux : Alger ; Béjaïa ; Chlef ; El Oued ; Ghardaïa ; Hassi Messaoud ; Zarzaitine ; Djanet - Tiska et Tamanrasset ;
- et dix aéroports nationaux : Bou Saâda ; El Goléa ; Hassi R'Mel ; Illizi ; In Guezzam ; In Salah ; Laghouat ; Ouargla et Touggourt.

### EGSA d'Oran
L'Établissement de gestion de services aéroportuaires d'Oran gère onze aéroports dont  :
- deux aéroports internationaux : Oran et Tlemcen ;
- et neuf aéroports nationaux : Adrar ; Béchar ; Bordj Badji Mokhtar ; El Bayadh ; Ghriss ; Mécheria ; Tiaret ; Timimoun et Tindouf.

### EGSA de Constantine
L'Établissement de gestion de services aéroportuaires de Constantine gère sept aéroports dont :
- six aéroports internationaux : Annaba ; Batna ; Biskra ; Constantine ; Jijel et Sétif ;
- et un aéroport national : Tébessa.